# Вільна Тарасівка
Ві́льна Тара́сівка — село в Білоцерківській міській громаді Білоцерківського району Київської області, до 2020 року центр сільської ради. Колишня назва — Мазепинці.
Засноване 1921 року переселенцями з Дроздів, Мазепинців та Сидорів як Вільне. Сучасна назва надана селянами 1924 року внаслідок об'єднання хуторів Вільне та Тарасівка.

## Населення

### Мова
Розподіл населення за рідною мовою за даними перепису 2001 року:
| Мова       | Кількість | %     |
| ---------- | --------- | ----- |
| українська | 402       | 99.26 |
| російська  | 3         | 0.74  |
| Усього     | 405       | 100   |

## Постаті
- Войтенко Іван В'ячеславович (1974—2018) — старший прапорщик Збройних сил України, учасник російсько-української війни.